# Železniční trať Kuřim – Veverská Bítýška

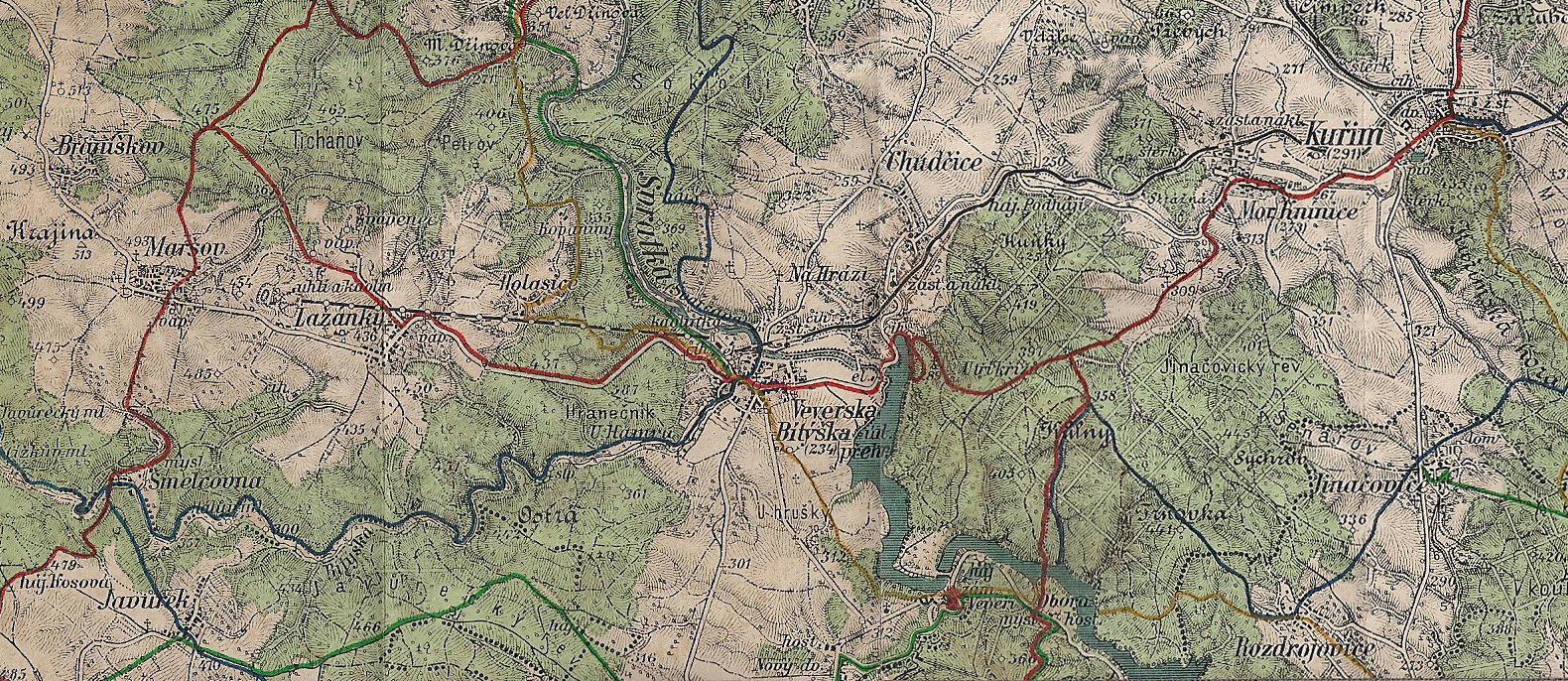
Dobová mapa s tratí Kuřim – Veverská Bítýška a navazující lanovkou

Železniční trať Kuřim – Veverská Bítýška byla místní železniční trať o délce 8,4 km (vzdálenost byla tarifně upravena na 10 km) spojující Veverskou Bítýšku severozápadně od Brna s Kuřimí na trati Brno – Tišnov. Provoz na této soukromé dráze byl zahájen 16. února 1911, k jeho ukončení došlo vzhledem k hospodářské krizi dne 3. října 1936, poté byla trať rozebrána.

## Historie

### Projekt

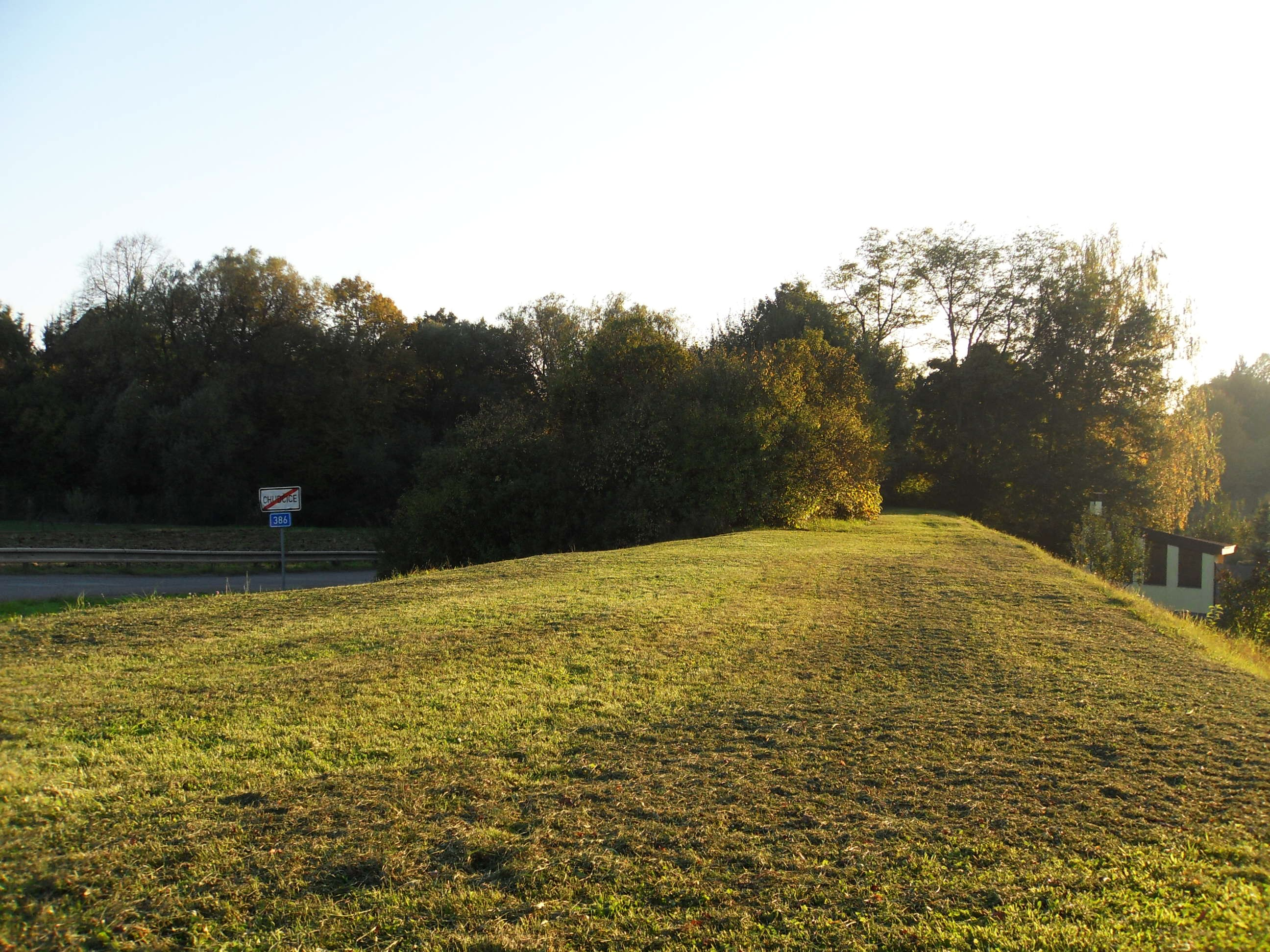
Zachovaný násep trati u bývalého přejezdu v Chudčicích

První úvahy o zřízení železnice přes Veverskou Bítýšku spadají do roku 1868, kdy vznikaly plány na železniční spojení mezi Brnem a Havlíčkovým (tehdy Německým) Brodem. Jeden z návrhů počítal s výstavbou tratě údolím Svratky, realizace se však dočkal projekt prodloužení tratě ze Zastávky u Brna (tehdy Božího Požehnání) přes Třebíč a Jihlavu.
V roce 1908 bylo mezi obcemi Lažánky a Maršov (západně od Veverské Bítýšky) objeveno naleziště kaolinu. O rok později podal majitel dolů návrh na stavbu železniční trati, která by Veverskou Bítýšku spojila s tratí vedoucí přes poměrně blízkou Kuřim. Z městečka by potom pokračovala vlečka k úpravně kaolínu. Projekt dráhy vypracoval inženýr Dr. Alois Samohrd, samotná koncese byla vydána 12. září 1910 a získal ji Dr. Cyril Seifert, který stál za výstavbou několika místních tratí na Moravě. Ten také založil akciovou společnost Lokalbahn Gurein – Bittischka-Eichhorn (česky Místní dráha Kuřim – Bitýška Veverská), jež se stala vlastníkem dráhy. Výstavba tratě byla zahájena ještě před vydáním koncese 15. července 1910 a trvala sedm měsíců, neboť již 16. února 1911 byl mezi Kuřimí a Veverskou Bítýškou zahájen provoz, který na náklady majitele zajišťovala Brněnská společnost místních drah. Výstavba dráhy byla podpořena moravskou zemí, která poskytla subvenci 160 000 K a půjčku ve výši 517 000 K. Základní kapitál společnosti Lokalbahn Gurein – Bittischka-Eichhorn činil 518 000 K ve formě 1295 kusů akcií po 400 K.

### Provoz, krize a zrušení dráhy
První slavnostní jízda na trati vyjela za přítomnosti oficiálních hostů a zástupců obcí 16. února 1911 ve 12:45 hod. Počáteční provoz zajišťovaly čtyři páry smíšených vlaků denně, které v Kuřimi navazovaly na vlaky mířící z Brna nebo do Brna. Jízdní doba činila 22 minut. V pozdějších letech klesl počet spojů na dva až tři páry smíšených vlaků denně, neboť těžba hlavní přepravní komodity, kaolinu (kromě něj bylo také přepravováno dřevo či cukrová řepa), nijak nevzrůstala.
Rovněž ani předpokládaný rozvoj průmyslu ve Veverské Bítýšce nenastal. V roce 1918 byla trať označena číslem 228a, nejpozději od roku 1927 měla číslo 221a. Ačkoliv se společnost provozující dráhu snažila (např. na žádost vypravila přímé vlaky do Brna), začínající rozmach automobilismu, přímá autobusová linka mezi Brnem a Veverskou Bítýškou, velká hospodářská krize a zastavení těžby kaolinu v první polovině 30. let 20. století způsobily, že provoz na dráze již nebyl finančně udržitelný a musel být ukončen. Protože o trať neměly zájem ani Československé státní dráhy (ČSD), byl železniční provoz mezi Kuřimí a Veverskou Bítýškou zastaven 9. května 1936. 16. května téhož roku se usnesla správní rada akciové společnosti Místní dráha Kuřim – Bitýška Veverská o likvidaci firmy. Toto usnesení bylo československou vládou schváleno 3. července 1936, která vyhláškou 204/1936 Sb. zrušila koncesi pro provoz dráhy. Úplně poslední vlak vyjel na trať 3. října 1936, na jaře 1937 odkoupila jednu lokomotivu a vozy Otrokovicko-zlínsko-vizovická dráha. K definitivnímu odpojení tratě došlo 22. prosince 1937 odstraněním odbočné výměny na kuřimském nádraží. Později byla trať snesena, pozemky rozparcelovány a společně s budovami a kolejnicemi odprodány.

### Válečné využití
V roce 1940 byl obnoven úsek z Kuřimi do Moravských Knínic, který sloužil jako vlečka pro dovoz materiálu na stavbu dálnice A88 (tzv. Hitlerova dálnice). V roce 1943 byla tato vlečka zkrácena a s délkou přibližně 700 m končila v tzv. hale G u kuřimského hřbitova, kam vlaky dopravovaly vojenský materiál do jednoho z objektů tajné továrny Diana na stavbu stíhacích letadel. Ještě za druhé světové války byla tato kolej využívána i pro odstavování dělnických vlaků pro zaměstnance kuřimské zbrojovky a později podniku TOS Kuřim. Zrušena byla při stavbě nové trati Brno – Havlíčkův Brod a kompletní přestavbě kuřimského nádraží v 50. letech 20. století.

## Vozidlový park
Společnost Lokalbahn Gurein – Bittischka-Eichhorn od počátku provozu disponovala dvěma lokomotivami, které byly označeny čísly 1 a 2. Shodné stroje byly tehdy označeny řadou kkStB 178 a u pozdějších ČSD řadou 422.0. Je ovšem prokázané, že na trati se objevily i lokomotivy pozdější řady 400.1.
Dne 31. srpna 1933 došlo kvůli snahám o úspory k výměně lokomotivy č. 2 (nově označena jako 422.0106, zrušena 1963) za stroj ČSD, zřejmě jednu z lokomotiv řady 400.1. Lokomotivu č. 1 odkoupila v roce 1936 Otrokovicko-zlínsko-vizovická dráha, kde byla označena jako 422.901. Po zestátnění dráhy v roce 1948 přešla do majetku ČSD jako 422.0112, zrušena byla roku 1961.

## Popis tratě

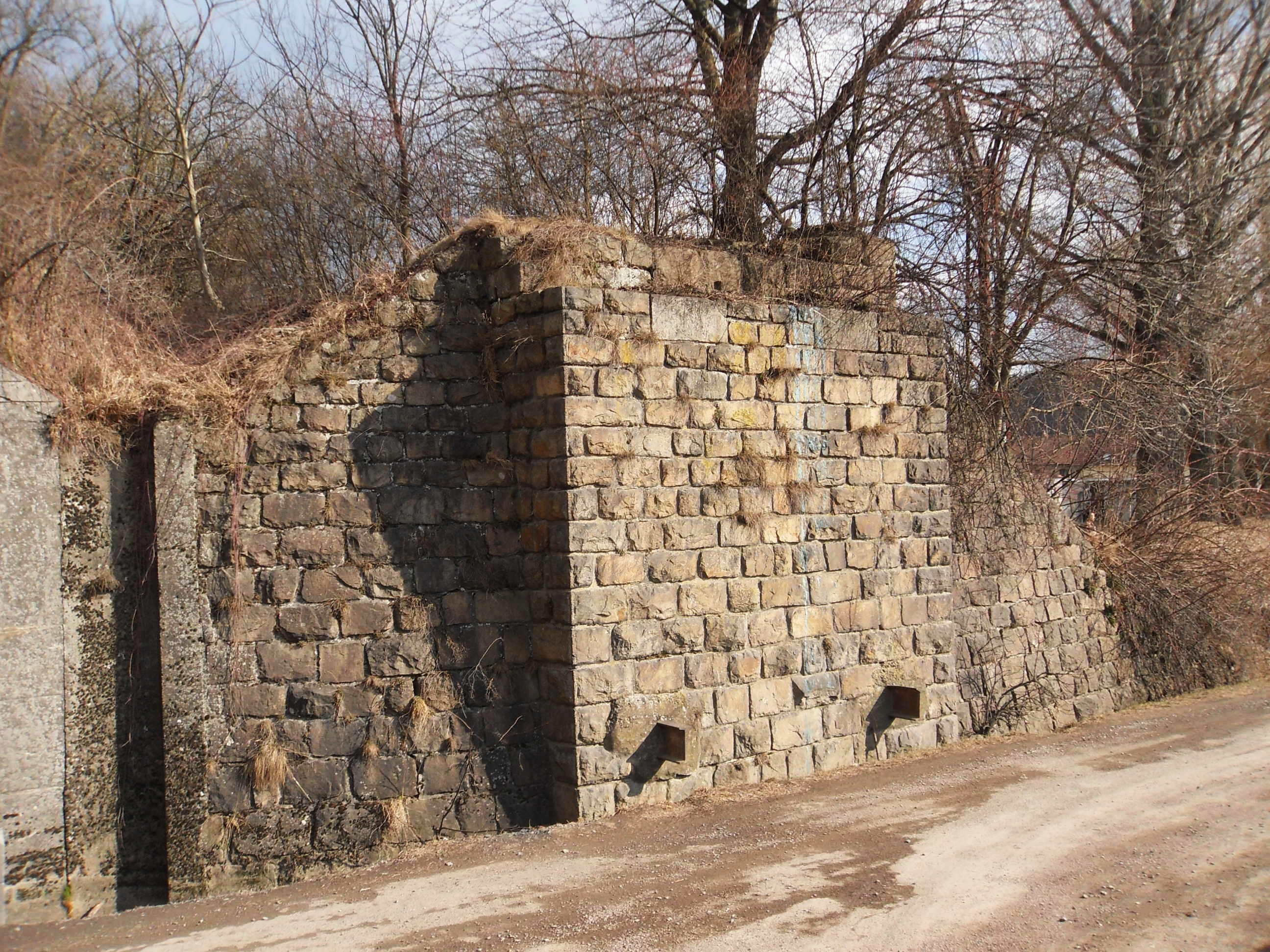
Zachovaná opěra mostu v Kuřimi

Trať vycházela v Kuřimi ze společného nádraží se starou tratí Brno – Tišnov. Tato stanice se nacházela na místě současného nádraží z 50. let 20. století, pouze její niveleta ležela níže. Po krátkém společném úseku se od „tišnovky“ odpojovala a kamenným mostem přecházela polní cestu a Luční potok. Jedna z opěr jinak již zbořeného mostu je dochovaná dodnes. Trať dále stoupala ke kuřimskému hřbitovu, kde na místě původního zářezu byla postavena za druhé světové války hala G. Nacházel se zde také nadjezd okresní silnice, dnes silnice II/385. Mezi Kuřimí a Moravskými Knínicemi (tehdy Moravskými Kynicemi) vedla dráha přes pole, kde již nejsou patrné žádné zbytky. V km 2,5 (tarifně km 3) se nacházela zastávka Moravské Knínice s jednoduchým dřevěným přístřeškem, který se dodnes dochoval v podobě přestavěného zahradního domku.
Za vesnicí vstoupila trať do údolí Kuřimky, kterou dvakrát překročila. Oba betonové mostky stále existují, po trase železnice zde vede polní cesta. Následoval přejezd přes dnešní silnici II/386 a kolem obce Chudčice dráha vedla ke stejnojmenné zastávce (km 6,4, tarifně km 9). Trasa je v terénu stále patrná, kvůli přejezdu přes trať musela být vytvořena na dnešní silnici II/386 pravoúhlá zatáčka. Za Chudčicemi pokračuje násep, na který navazuje až 15 m hluboký a 150 m dlouhý zářez, kterým dráha překonala hřbet táhnoucí se k Svratce. Za ním následovalo postupné klesání k nádraží ve Veverské Bítýšce. Stanice byla tříkolejná, nacházela se zde zděná výpravní budova, záchod pro cestující a dřevěné skladiště. Prostor stanice i koncový úsek trati je dnes zastavěn zástavbou rodinných domků. I ze samotné výpravní budovy se stal rodinný dům č. p. 29 v Nádražní ulici, který ale byl v prvním desetiletí 21. století zčásti zbořen. Ze stanice dále vedla vlečka po mostě přes Svratku (zachovaly se z něj pilíře v řečišti, po kterých vede potrubí teplovodu) do areálu kaolinky (dnes areál firmy Hartmann-Rico).

## Lanovka Veverská Bítýška – Lažánky

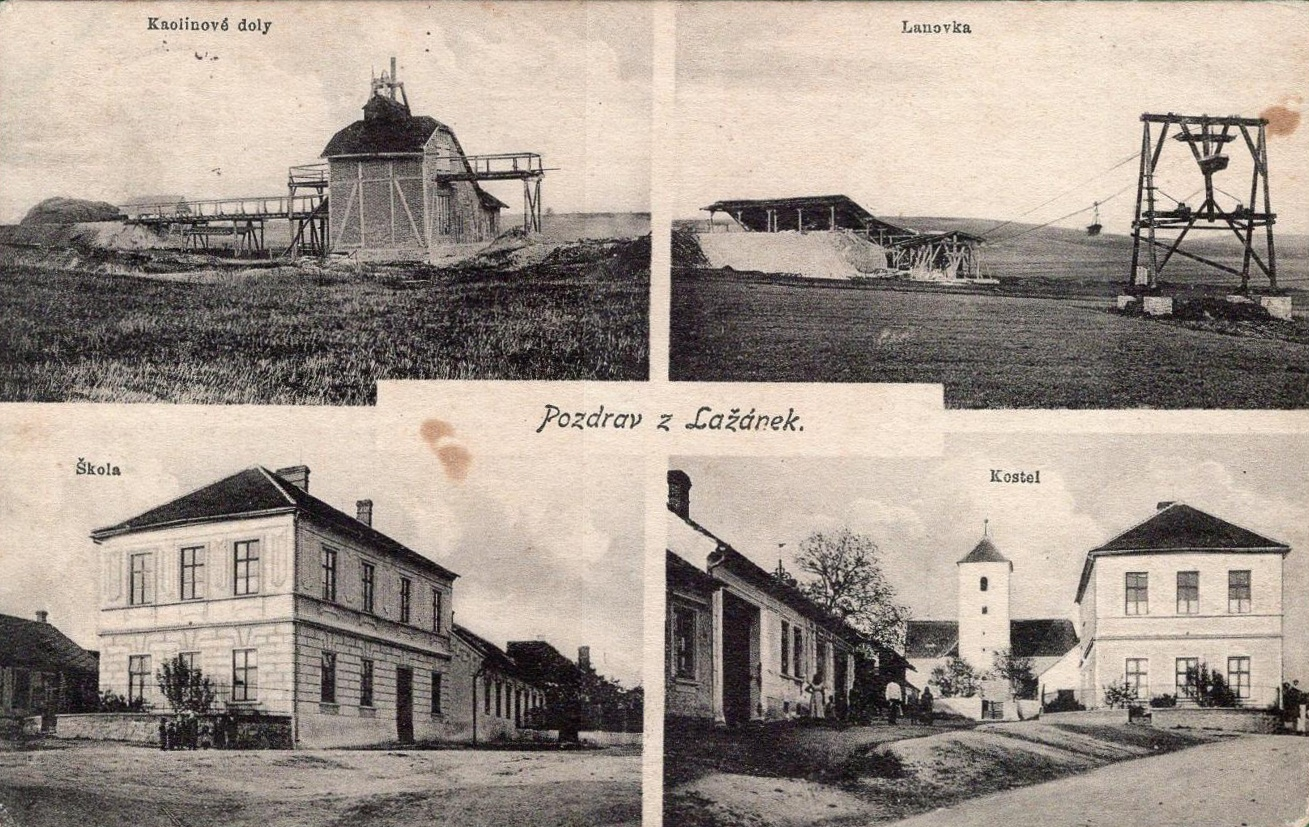
Pohlednice Lažánek s nákladní lanovkou

Kaolin byl z dolů mezi Lažánkami a Maršovem přepravován do Veverské Bítýšky nákladní lanovkou. Ta byla v provozu od roku 1911 do zastavení těžby, k čemuž došlo pravděpodobně v roce 1931.

## Odraz v kultuře
O zrušené trati existuje trampská písnička Vláček od Zdeňka Vorlíčka, ve svém repertoáru ji má skupina Kati.